# John Mansfield Addis
Sir John Mansfield Addis KCMG (* 4. Juni 1914; † 31. Juli 1983) war ein britischer Diplomat, Kunstsammler und Kunsthistoriker. Er war in den 1960er- und 70er-Jahren britischer Botschafter in Laos, den Philippinen und der Volksrepublik China.

## Leben
John Mansfield Addis war das zwölfte Kind und fünfter Sohn von Sir Charles und Lady Addis. Er besuchte von 1928 bis 1932 die Rugby School und studierte anschließend am Christ Church College in Oxford.
Er trat 1938 in den auswärtigen Dienst, wo er zunächst als Assistant Private Secretary dem Staatssekretär im Außenministerium, Alexander Cadogan, unterstellt war. Im Zweiten Weltkrieg diente er von 1942 bis 1944 als ziviler Verbindungsbeamter im Allied Force Headquarters, das von London über Algier nach Caserta wanderte, sowie nach der Befreiung Frankreichs 1944 als Botschaftssekretär zweiter Klasse in Paris. Von 1945 bis 1947 fungierte er als Privatsekretär des Premierministers Clement Attlee.
1947 wurde Addis nach China versetzt – das sich im Bürgerkrieg befand – und leitete als Botschaftssekretär erster Klasse die Kanzlei der Botschaft in Nanjing bzw. ab 1950 (als Großbritannien die Volksrepublik China anerkannte) in Peking. Von 1951 bis 1954 war er in der Abteilung China und Korea des Foreign Office in London beschäftigt und nahm im Mai bis Juli 1954 an der Indochinakonferenz in Genf teil. Von 1954 bis 1957 war er erneut in der Volksrepublik China stationiert, diesmal als Botschaftsrat und Generalkonsul in Peking. Nach seiner Rückkehr in die Zentrale des Foreign Office leitete er dort bis 1959 die Abteilung Süd.
Von 1960 bis 1962 war Addis britischer Botschafter in Laos. Anschließend lehrte er für ein Jahr als Fellow am Institut für Internationale Angelegenheiten der Harvard University im US-Bundesstaat Massachusetts. Von 1963 bis 1969 war er Botschafter in den Philippinen. Ab 1970 lehrte er ein Jahr an der Militärhochschule Royal College of Defence Studies. Seine letzte Stationierung als Diplomat führte ihn erneut in die Volksrepublik China: Nachdem die britische Botschaft seit 1949 nur von vorübergehenden Geschäftsträgern geleitet worden war, wurde Addis mit der Aufwertung der diplomatischen Beziehungen zu dem kommunistisch regierten Staat 1972 zum ersten vollwertigen Botschafter (Ambassador extraordinary and plenipotentiary) in Peking ernannt. Diesen Posten hatte er bis zu seiner Versetzung in den Ruhestand 1974 inne. Anfang 1973 wurde er zum Ritter des Order of St Michael and St George ernannt.
Im Jahr 1975 wurde er zum Senior Research Fellow für Zeitgenössische China-Studien am Wolfson College der University of Oxford ernannt und behielt diese Position während seiner Pensionierung. Addis war zudem Mitglied des Beirats des Victoria and Albert Museum, ein Kuratoriumsmitglied (Trustee) des British Museum, Mitglied des Vorstandes der HSBC, Berater der Barclays und des Großbritannien-China-Zentrums.